# Герб Дубровиці
Герб Дубро́виці — офіційний символ міста Дубровиця. Затверджений 30 липня 1997 року сесією Дубровицької міської ради. Герб є напівпромовистим.

## Історія

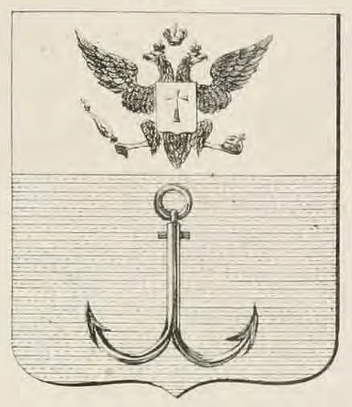
Герб Дубровиці часів Російської імперії, затверджений 1796 року

Перший герб Дубровиці, яка тоді була центром Домбровицького округу у складі Російської імперії, затверджений 22 січня (2 лютого) 1796. Вигляд герба: у горішній частині перетятого щита герб Новограда-Волинського; у долішній, по розташуванню міста при річці Горинь і по з'єднанню з нею річки Случ — на лазуровому полі залізний якір, що символізує вигідне судноплавство по цим рікам.
Бернгард Карл фон Кене у другій половині XIX століття розробив проєкт нового герба міста: на лазуровому полі — золотий якір. У вільній частині — герб Волинської губернії. Щит увінчаний червоною посадською короною з двома вежками та обрамований двома золотими колосками, оповитими Олександрівською стрічкою. Затвердженим не був.

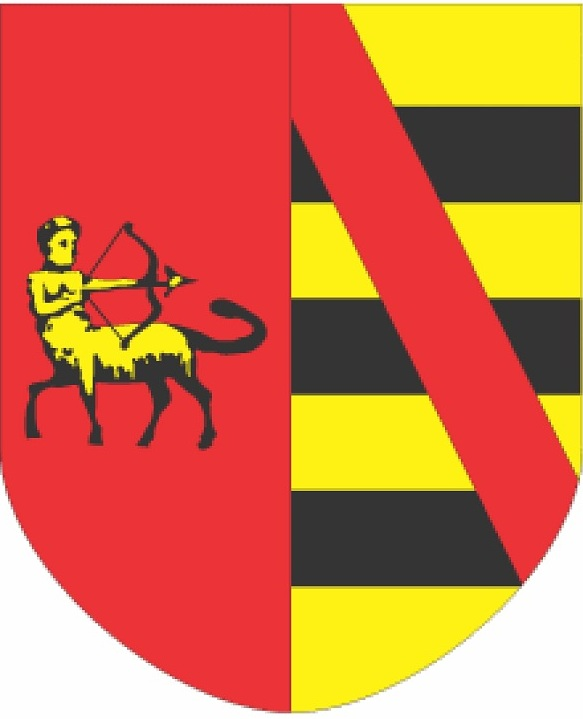
Герб польського часу, затверджений 1939 року

Перебуваючи в складі Польщі, Дубровиця отримала новий герб у 1939 році. Герб був складений зі знаків колишніх власників Дубровиці Гольшанських і Плятерів: щит розтятий, у першому червоному полі золотий кентавр з луком, у другому золотому — три чорні балки, через які проходить червоний перев'яз.
За радянського періоду перед Дубровицьким міським виконавчим комітетом стояло питання створення нового міського герба, проте всі тогочасні проєкти були штучно створені й не враховували законів геральдики.
30 липня 1997 року Дубровицька міська рада своїм рішенням затвердила сучасний герб і прапор Дубровиці. Автори проєктів — Юрій Терлецький і Андрій Гречило.

## Опис
Сучасний герб виглядає так: у синьому полі щита — золотий якір, у срібній главі — сім зелених дубових листків і два золоті жолуді з чорними шапочками; щит увінчує срібна міська корона. У гербі використано елемент міського знака XVIII століття (якір), дубове листя та жолуді є номінальними символами й підкреслюють назву міста (промовистий герб).